# Автошлях E35
Європейський маршрут Е35 —  європейський автомобільний маршрут категорії А, що з'єднує міста Амстердам (Нідерланди) на півночі та Рим (Італія) на півдні. Довжина маршруту — 1 817 км.

## Міста, через які проходить маршрут
Маршрут Е35 проходить через 4 європейські країни:
- : Амстердам - Утрехт - Арнем -
- : Еммеріх-на-Рейні - Оберхаузен - Кельн - Бонн - Франкфурт-на-Майні - Дармштадт - Бенсхайм - Хайдельберг - Карлсруе - Баден-Баден - Фрайбург -
- : Базель - Люцерн - Альтдорф - Беллінцона - Лугано - Кьяссо -
- : Комо - Мілан - П'яченца - Парма - Модена - Болонья - Флоренція - Ареццо - Орвіето - Рим

У  Швейцарії маршрут проходить через Сен-Готардський автомобільний тунель довжиною 16,9 км.
Е35 пов'язаний з маршрутами
|  | - E30 - E311 - E29 - E31 - E34 - E37 |  | - E40 - E42 - E451 - E52 - E531 - E25 |  | - E41 - E43 - E54 - E60 - E62 - E64 |  | - E33 - E45 - E76 - E78 - E80 - E821 |

## Фотографії

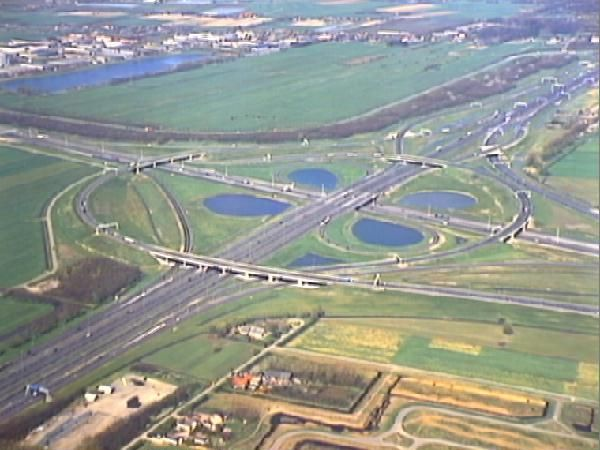
Дорожня розв'язка біля Утрехта, Нідерланди
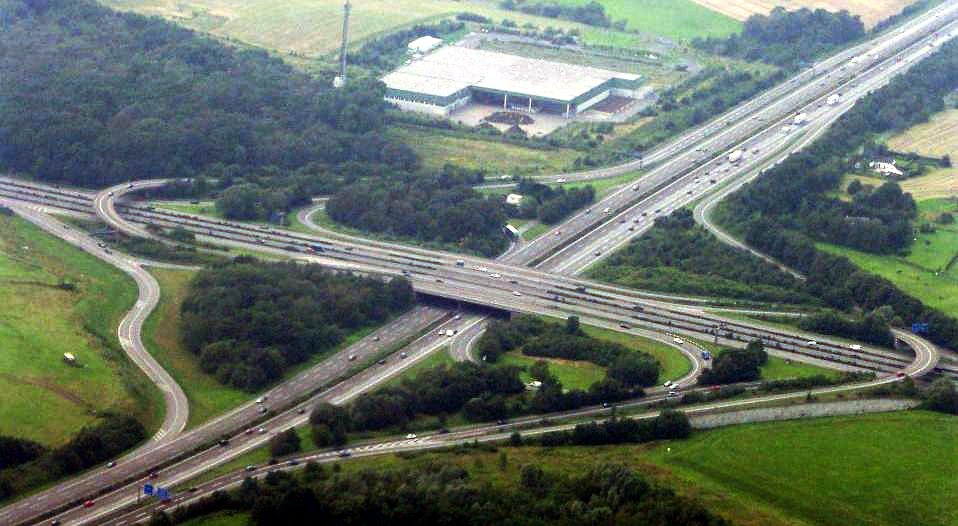
Дорожня розв'язка біля Ратингена, Німеччина
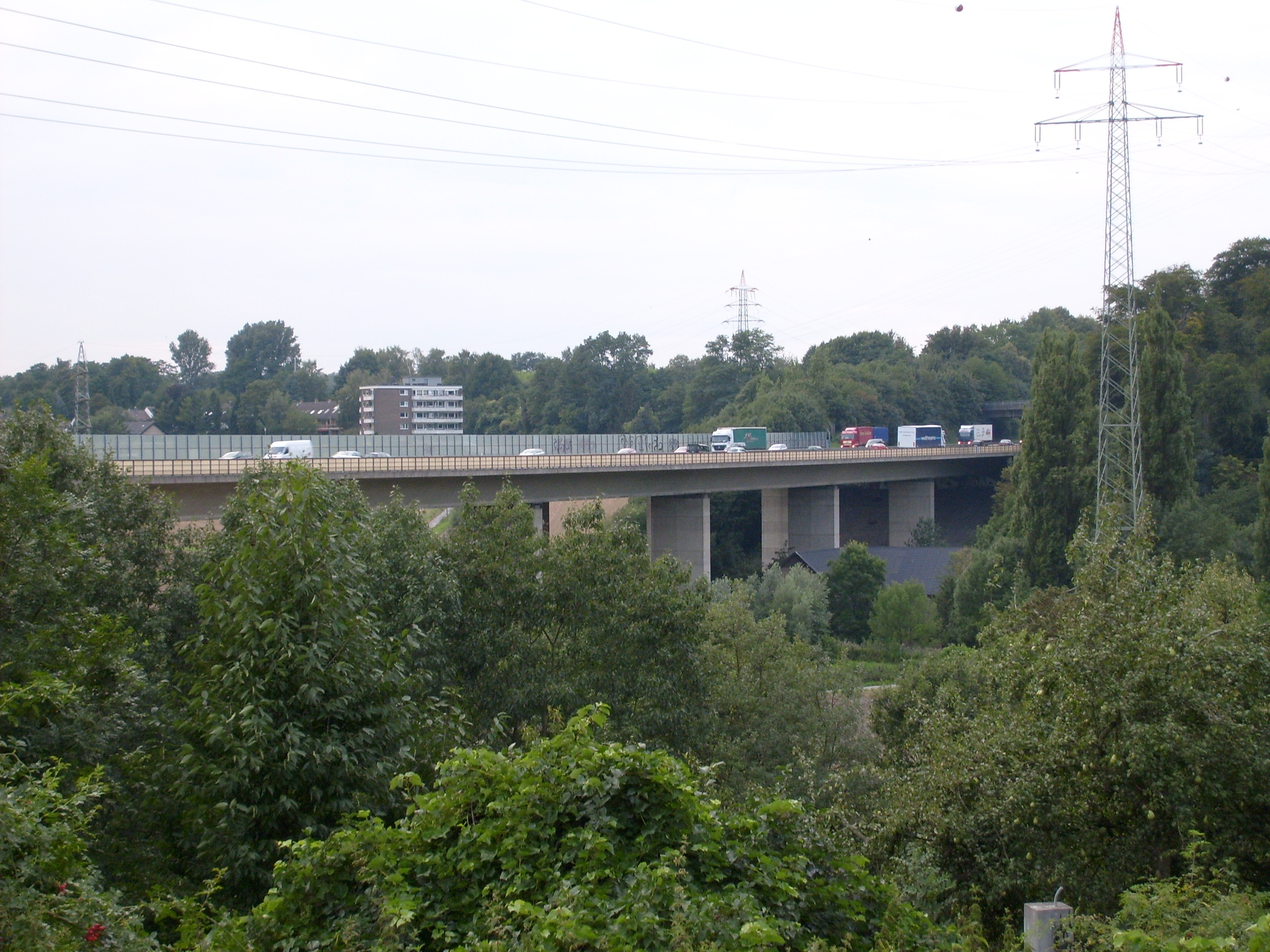
Е35 в долині Неандерталь близько Еркрата, Німеччина
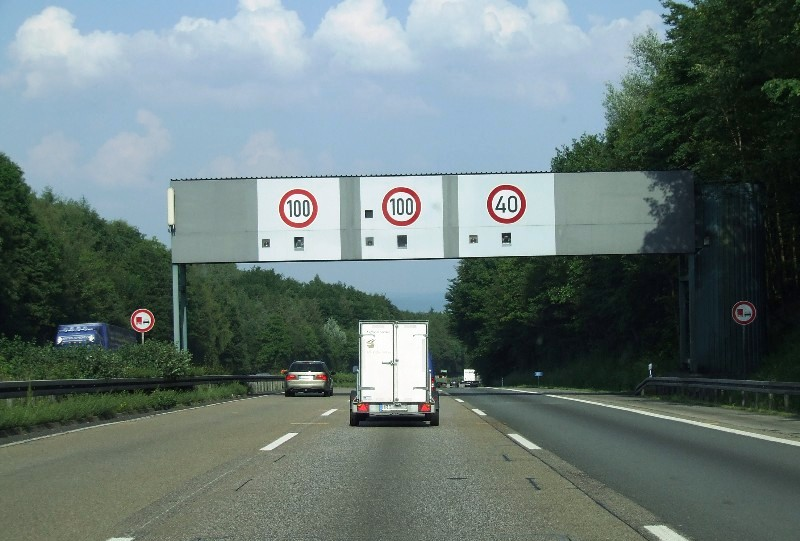
Міст в  Німеччині
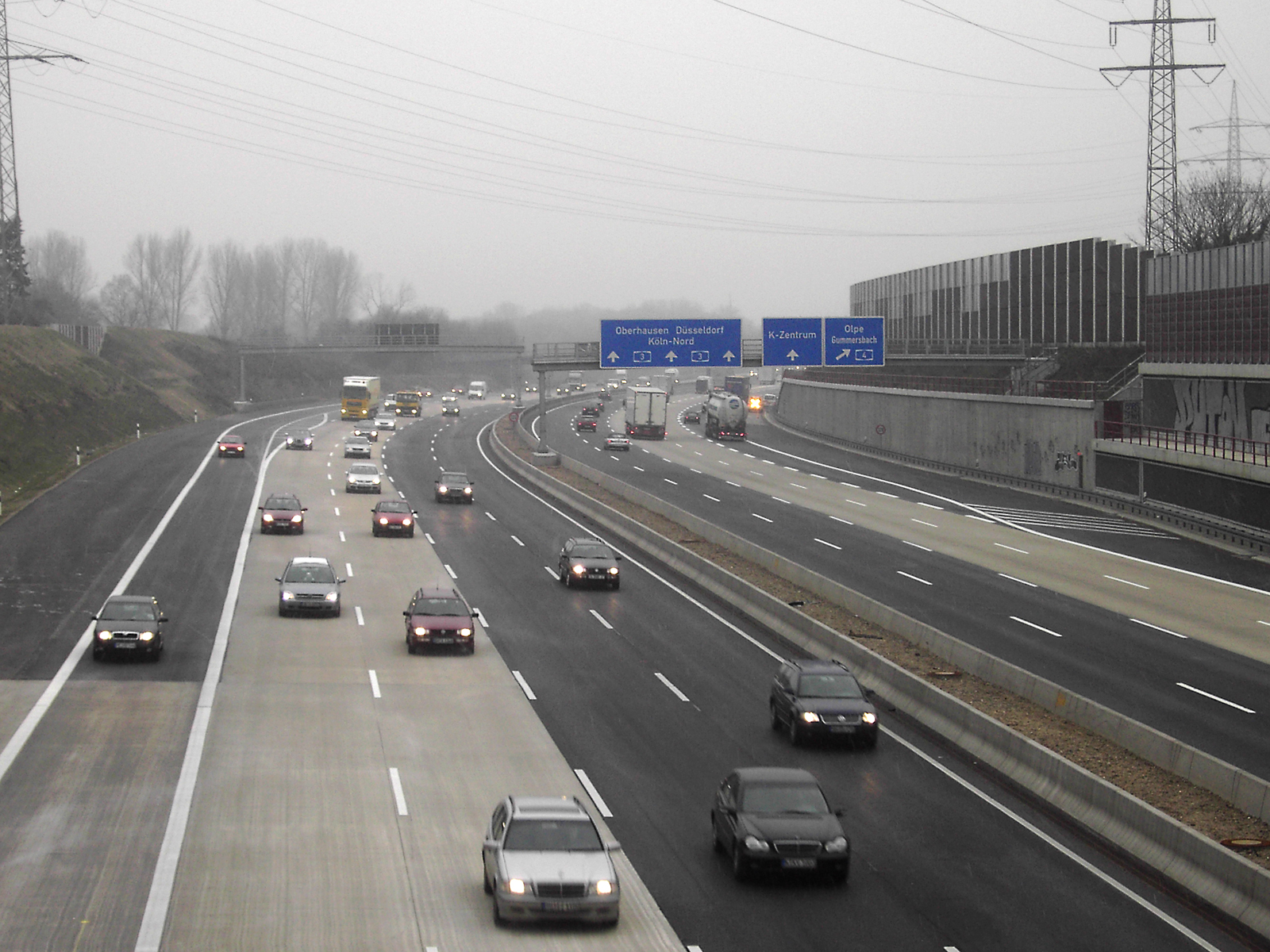
Е35 в Кельні
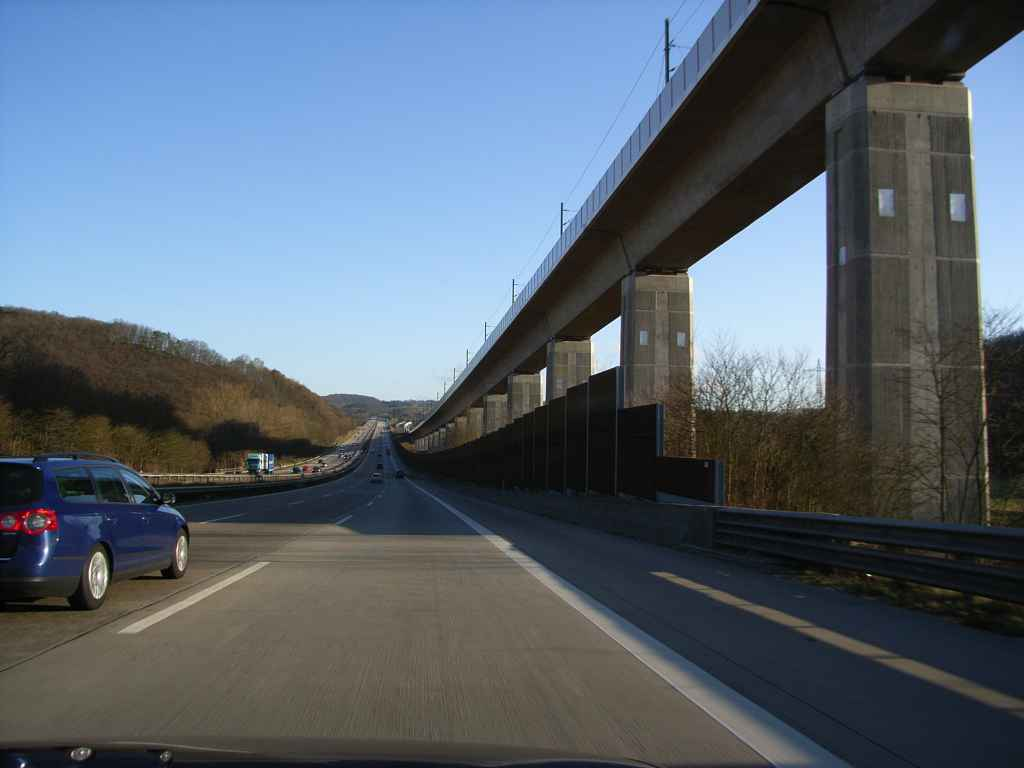
Е35 паралельно естакаді  Hallerbachtalbrücke  в  Німеччині
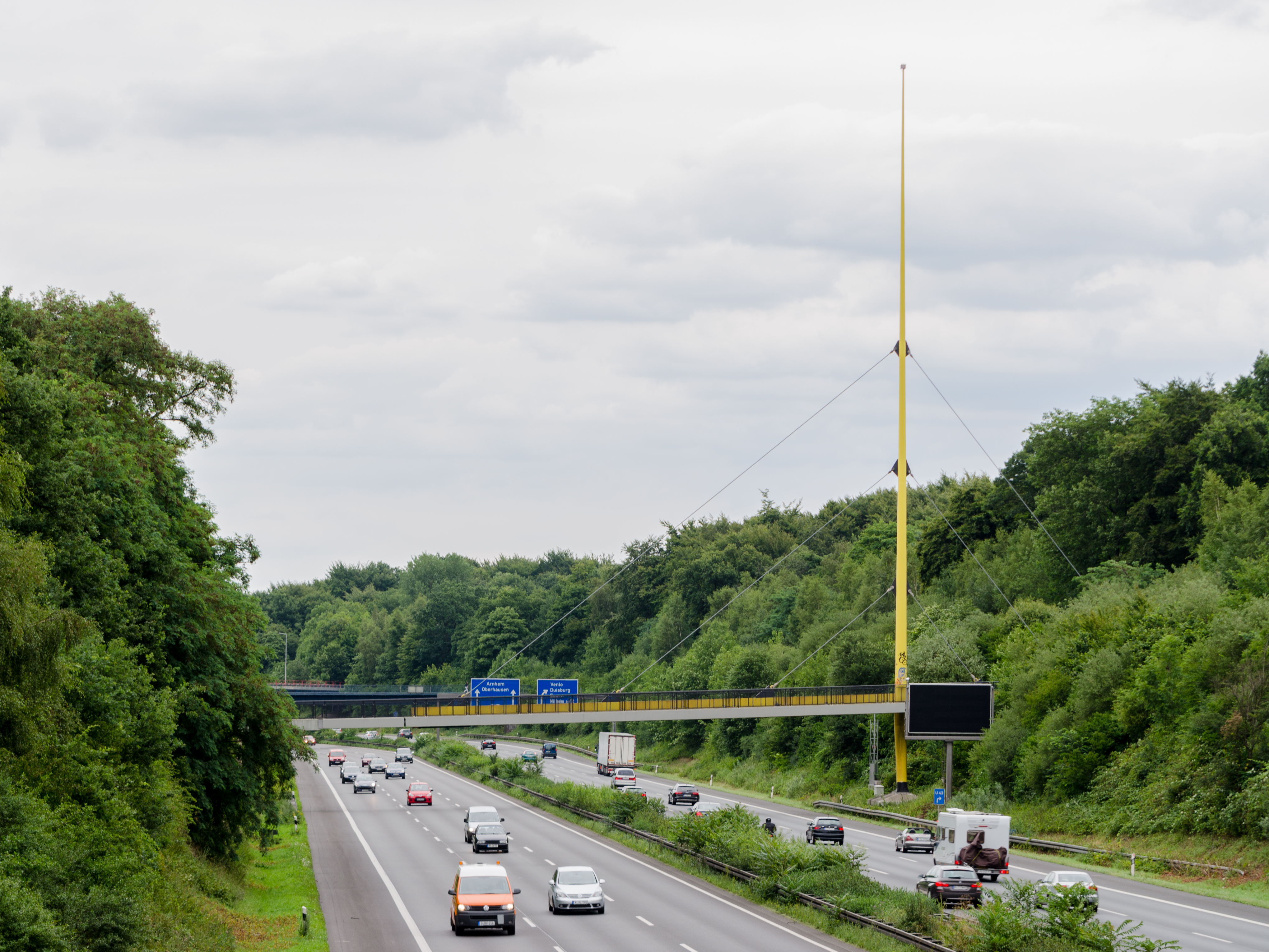
Експо-міст в м. Дуйсбург, Німеччина
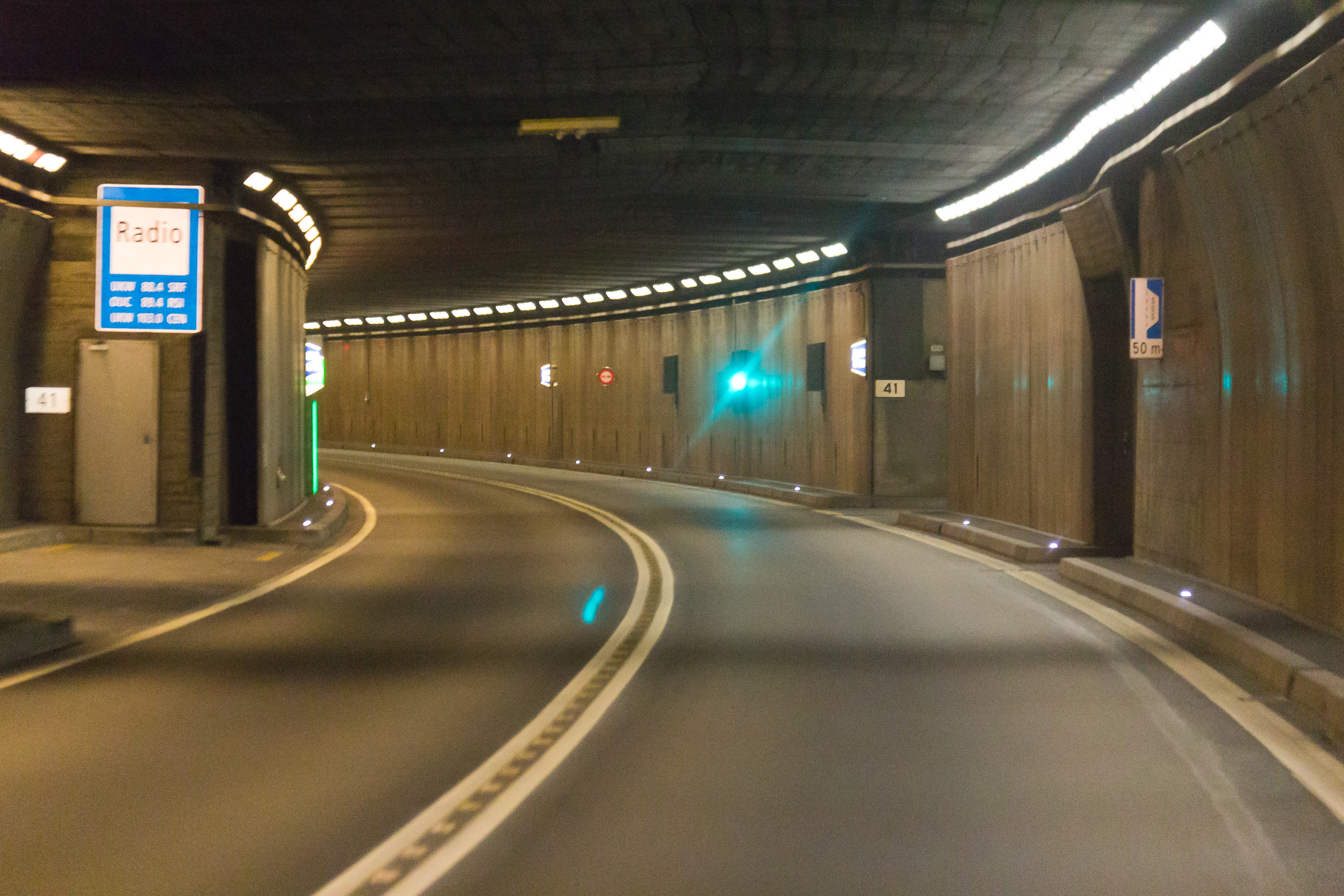
Сен-Готардський автомобільний тунель
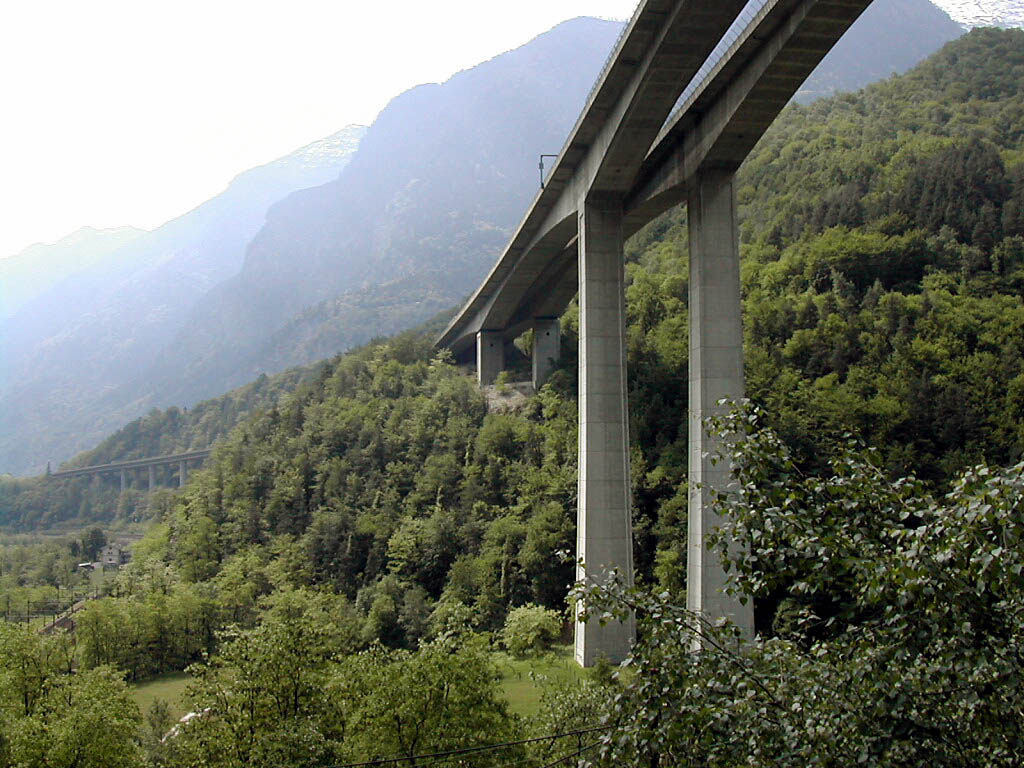
Віадук  Biaschina  в Швейцарії

## Див. Також
- Список європейських автомобільних маршрутів